# 真光女書院
真光女書院（英語：True Light Girls' College），是香港的一所著名女校，屬於香港真光四校之一。校舍位於九龍油麻地窩打老道。
香港真光四校的共同前身是真光校祖那夏理女士於1872年在廣州創立的「真光書院」（True Light Seminary），是南中國第一所女子學校。1972年，適逢真光創校百周年，九龍真光中學校董會得到中華基督教會香港區會的資助，於1973年於油麻地創立「真光女書院」。

## 校政管理
歷任校監
- 1973年至1984年：汪彼得 牧師
- 1984年至1998年：李清詞 牧師
- 1998年至2021年：胡丙杰 牧師
- 2021年至今：陳志堅 先生

歷任校長
- 1973年至1998年：高文蘊 女士
- 1998年至2008年：杜耀君 先生
- 2008年至2023年：譚劍虹 先生
- 2023年至今：梅麗玉 女士

## 校訓
- 「爾乃世之光」馬太福音五章十四節
- Thou art the light of the world（Matthew 5:14）

## 校服
自創校以來，真光女兒都是身穿樸素的淺藍色長衫，頭結孖辮。校方希望能培養學生成為「語禁高聲，喜禁大笑，行禁闊步」的端莊淑女，也希望學生除擁有中國女性優良美好的傳統外，亦同時兼備現代女性果敢、堅毅、不讓鬚眉的特質。目前香港四間「真光」中，只有真光女書院保留綁孖辮的傳統。

## 學校行政

### 管理與組織
校長領導校務核心委員會制定發展目標及政策，該小組每循環週定期開會制定及執行學校政策。由不同的部門及小組處理學校及學生事務。除了由各科科主任合組而成的教務組外，還有輔訓組、其他學習經歷組、升學及就業輔導組、資訊科技組等。

### 語文政策
由外籍老師負責英語戲劇組，以提高學生學習英語的興趣。

### 課程政策
於中一開設中、英、數課後輔導班，中二至中四開設中、英、數小班教學，按學生的學習能力編排入讀。於中一至中六開設電腦科，發展資訊科技教育。 

### 資訊科技教學
校內所有課室、特別室、圖書館、教員室、辦公室及禮堂均安裝了內聯網及萬維網的連接點，並設置桌面電腦、列印機。每位老師在座位上都裝有可上網的電腦，而各課室亦配置液晶體投影機，方便老師和學生進行資訊科技的教學。

## 校園設施
有24間課室、16間特别室、禮堂、圖書館、飯堂、1個有蓋操場和2個籃球場。

## 班级结构
學校共有24班：中一至中六各4班。

### 中一及中二
以中文為教學語言 : 中國語文、中國歷史、宗教教育、普通話
以英文為教學語言 : 英國語文、數學、綜合科學、歷史、地理、生活與社會、電腦、音樂、體育、家政、視覺藝術

### 中三
以中文為教學語言 : 中國語文、中國歷史、宗教教育、普通話
以英文為教學語言 : 英國語文、數學、物理、化學、生物、商業及經濟、歷史、地理、電腦、音樂、體育、生活與社會、生涯規劃、視覺藝術

### 中四至中六
以中文為教學語言 : 中國語文、中國歷史、中國文學、宗教教育
以英文為教學語言 : 英國語文、數學、通識教育、化學、物理、生物、地理、歷史、經濟、企業會計與財務概論、資訊與通訊科技、視覺藝術、體育、藝術發展、生涯規劃

## 校徽
- 伯利恆之星
- 真光校徽原是一顆八角銀星，呈放射狀對稱排列。象徵伯利恆之星光芒四射，意讓學生仿傚伯利恆之星引人認識神。

## 真光姊妹班世系表
級社姊妹班是真光的傳統特色。每年的中一級同學進入真光的時候，便會被分發一個社名和社色，在年中她們便會在全校校會舉行開社儀式。中六畢業後，便會建立永久社。所以不少真光的畢業同學都會社名作為識別。
社色以藍、紅和綠命名，每三年循環一次，故此中一和中四、中二和中五、中三和中六有相同的社色，而這些級別亦編為姊妹班，高年級的姊姊不時照顧低年級的妹妹，以協助她們成長。

## 公開考試佳績
自創校以來，真光女書院共產生三位公開考試狀元：
香港中學會考
- 1982年：陳敏斯，9A狀元，於香港大學修讀社會科學，並於歐洲工商管理學院修讀工商管理碩士。[3][4]

香港高級程度會考
- 2004年：梁柏儀，5A狀元。

香港中學文憑考試
- 2013年：張亦妍，「7科5**狀元」，於香港大學修讀內外全科醫學士。 [5]

## 著名校友
- 鄧紫棋（G.E.M.）：香港歌手
- 徐嘉穎（Kathy Tsui）：創業家，香港上市公司友和集團創辦人
- 趙慧珊（Aka）：香港歌手，組合Super Girls成員之一[註 1]
- 陳曉華：香港模特兒、《2018年度香港小姐競選》冠軍、《2019國際中華小姐競選》冠軍
- 陳苡臻：香港KOL
- 林麗嬋：香港行政長官李家超的妻子

## 資料來源
1. ↑  . 太陽報. 2012-03-17  [2014-01-24]. （原始内容存档于2020-07-24）.
2. 1 2  中華基督教會香港區會中學校長會. . 中華基督教會香港區會中學校長會. 2018: 61  [2024-08-01]. 原始内容存档于2024-07-13.
3. ↑  工商日報. . 工商日報 (1982年8月12日) (工商日報). 1982-08-12.
4. ↑   (PDF). 香港大學. 2024-02-27  [2024-02-27]. （原始内容存档 (PDF)于2024-03-13）.
5. ↑  文匯報. . 文匯報 (2013年7月16日) (文匯報). 2013-07-16  [2021-08-25]. （原始内容存档于2013-07-21）.